# Tertulia

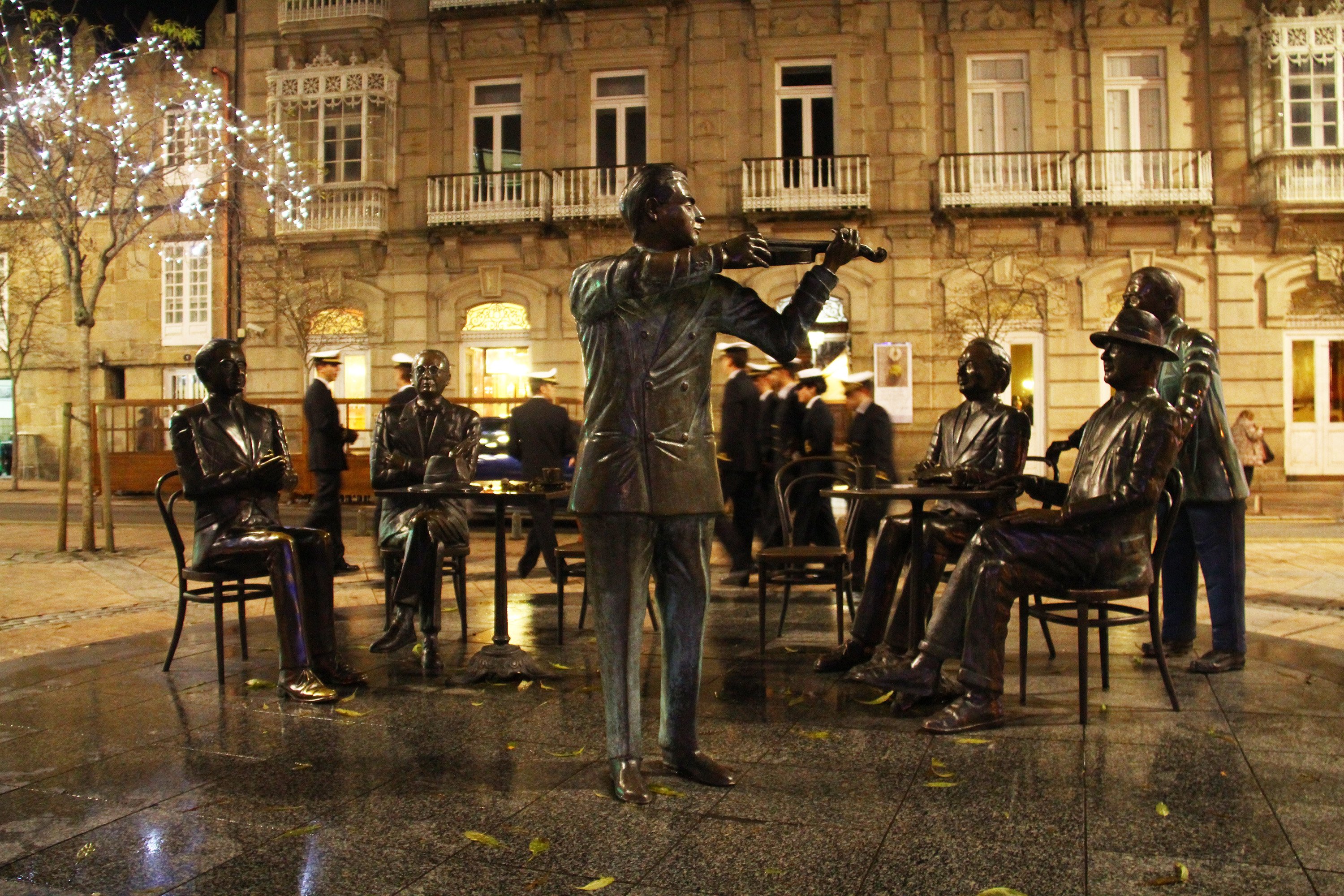
Escultura de César Lombera dedicada a La Tertulia (2006), en Pontevedra.

Una tertulia es una reunión informal y periódica de gente interesada en un tema —desde la política y el deporte hasta cualquier rama de las artes, la ciencia o la filosofía— para debatir e informarse, o compartir y contrastar iniciativas, noticias, conocimientos y opiniones. Suelen convocarse durante la tarde o noche en locales públicos, como un café o una cervecería, y, en ámbitos más rurales de forma ya inusual, en una rebotica o en un casino provinciano. Todo aquel partícipe de una tertulia es denominado: tertuliano, contertuliano o contertulio.

## Etimología y tipología

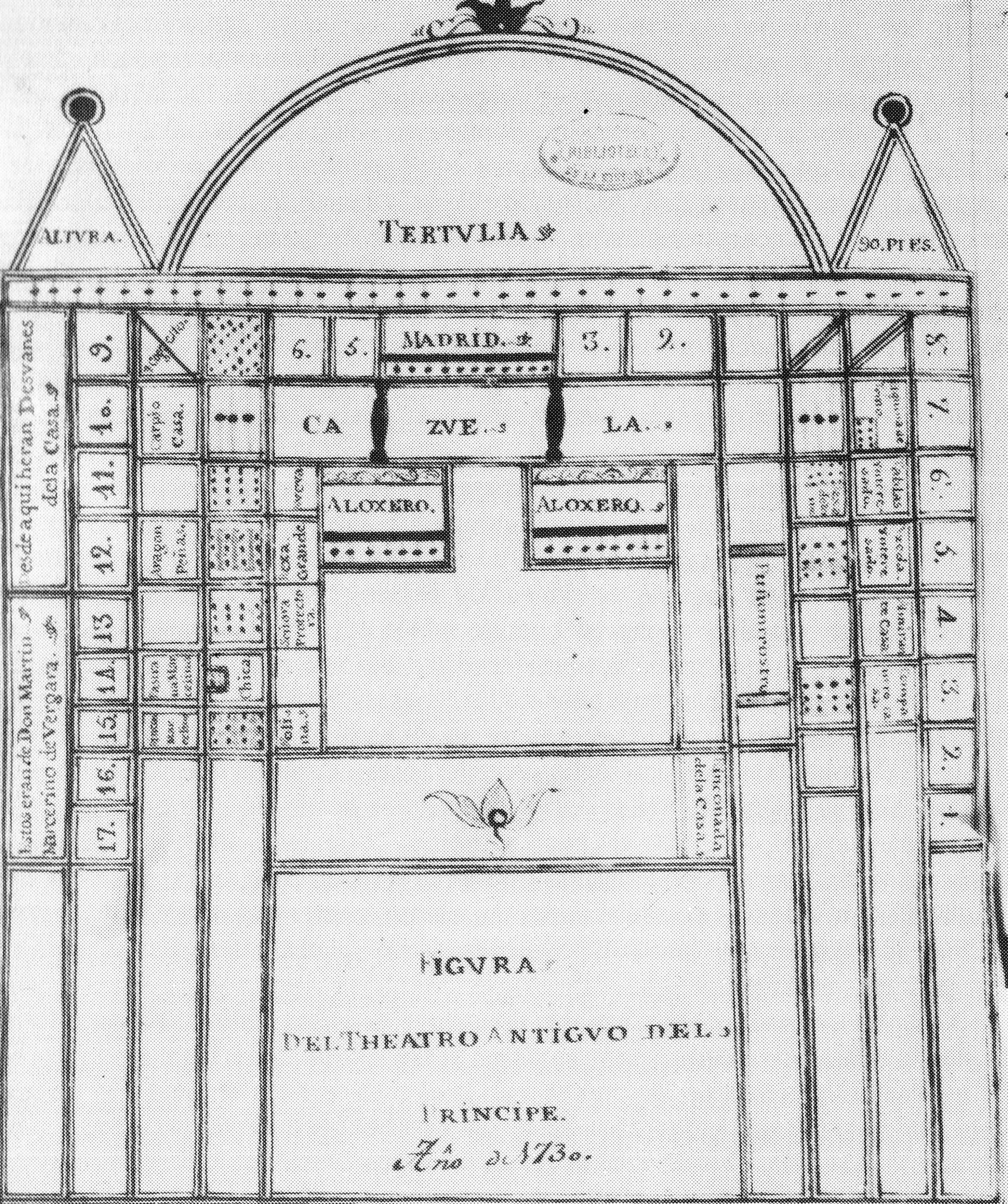
La tertulia, en la parte superior del dibujo del Corral del Príncipe, hecho por José Antonio de Armona en 1730.

Con un precedente físico y quizá romano que aparece en la distribución del público en los corrales de comedias, la Real Academia Española le da a tertulia un origen incierto.
En el Diccionario de Autoridades de 1739 queda definida como «junta voluntaria o congreso de los discretos para discurrir en alguna materia», o «junta de amigos y familiares para conversación, juego y otras diversiones honestas» que se solía dar tras la comida, en la llamada sobremesa.
El galicismo salón no se incorpora al Diccionario de la Real Academia Española hasta 1925 como «reunión habitual en una morada de personas distinguidas por su condición o por su cultura», y más usado con el plural salones, y dentro de ambientes aristocráticos o de la alta burguesía.
En el ámbito de este tipo de reuniones se englobarían muy diferentes tipos de tertulias, algunas de ellas más afines a los esquemas de los salones literarios. Así, puede hablarse de tertulias literarias, musicales, artísticas, políticas, de café, de botica, de casino, de salón, o las más modernas de televisión, radiofónicas, o las conceptuales «tertulias dialógicas».
Entre los términos asociados y sinónimos de la tertulia, se podrían anotar: reunión, velada, corrillo, grupo, cenáculo, club, círculo, conversación, coloquio, charla, sobremesa.

## Modelos europeos

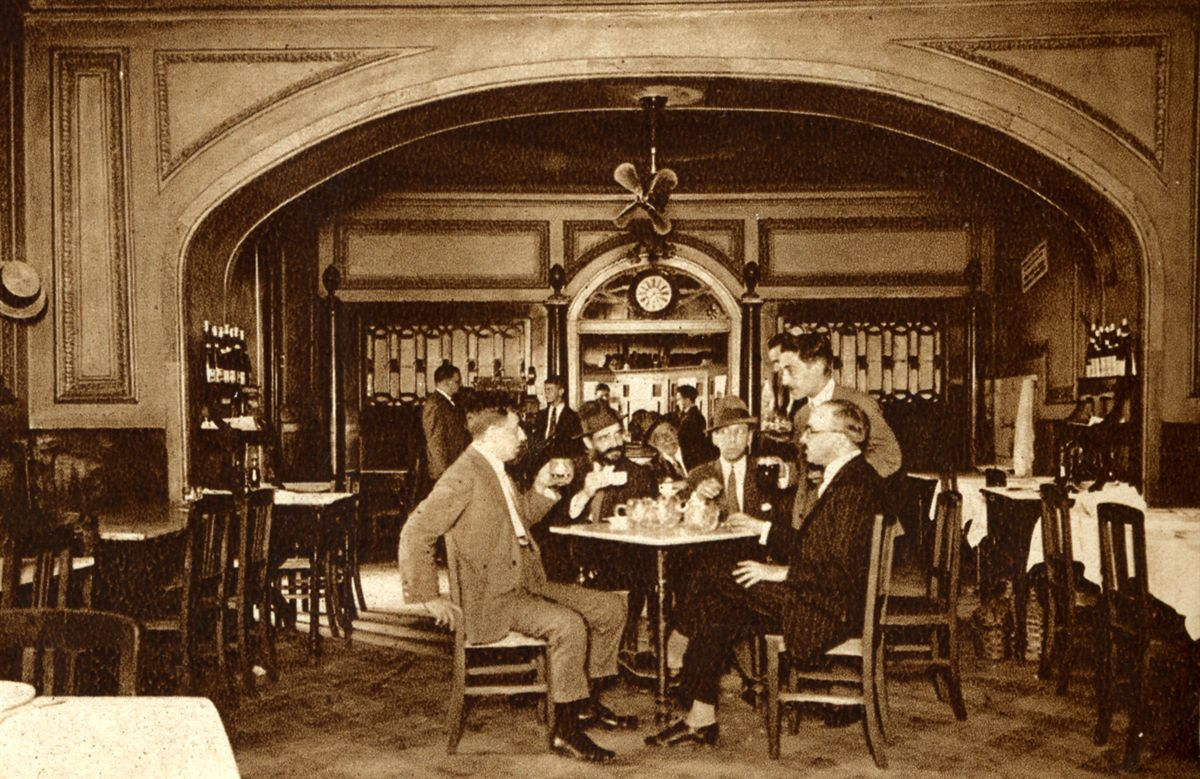
Raul Leal, António Botto, Augusto Ferreira Gomes y Fernando Pessoa en su «tertúlia» del Café Martinho da Arcada, en la Lisboa de 1928.

En Europa han existido instituciones similares a la tertulia, como por ejemplo en Francia los «salons» del siglo xviii, dirigidos por una salonnière, mujer de la aristocracia o la emergente burguesía, los clubs en Inglaterra o el café vienés; en Italia tenían lugar desde fines del siglo XVII en la Academia de los Arcades de Roma y sus distintas corresponsales en el resto de la península.
Pero el carácter informal y sin «acta» escrita de la tertulia aleja a las academias de origen italiano del espíritu espontáneo y estrictamente oral de las tertulias españolas o portuguesas, que llegaron a convivir con las academias literarias y las reuniones de las «salonnières» galas (desde Ninon de Lenclos hasta María Teresa de Silva Álvarez de Toledo, duquesa de Alba).
En el ámbito británico, determinados clubs o sociedades literarias como los inklings podrían inscribirse en el capítulo de las «tertulias cultas», y otro tanto podría decirse de los círculos filosóficos como «Die Freien» y otras reuniones entre el pangermanismo y el «stammtisch».

## En España
En España, tanto en el ámbito cultural como en las tertulias populares, pueden enumerarse diversos tipos temáticos: políticas, taurinas, literarias, teatrales o de carácter general. Suelen estar coordinadas por un fundador o alrededor de un personaje famoso que asiste con regularidad y a veces llega a darles nombre (como les ocurriera a Cansinos Assens o Valle-Inclán), aunque lo habitual es que se conozcan por el nombre del local que la aloja, por lo general un café, y aunque se dé la circunstancia de que sean varias tertulias las reunidas en ese local a horas distintas o en épocas diferentes. Algunos cronistas o biógrafos de las tertulias españolas anotan como rasgo característico la costumbre de atacar y desacreditar sin misericordia al miembro que se retrasa o que no viene a la tertulia, algo que tiene la función de que se tome en serio la asistencia a la misma. Por su localización, las tertulias pueden ser estables (en un solo lugar) e itinerantes (que se mudan de sitio periódicamente); estas últimas son mucho más informales y menos frecuentes.

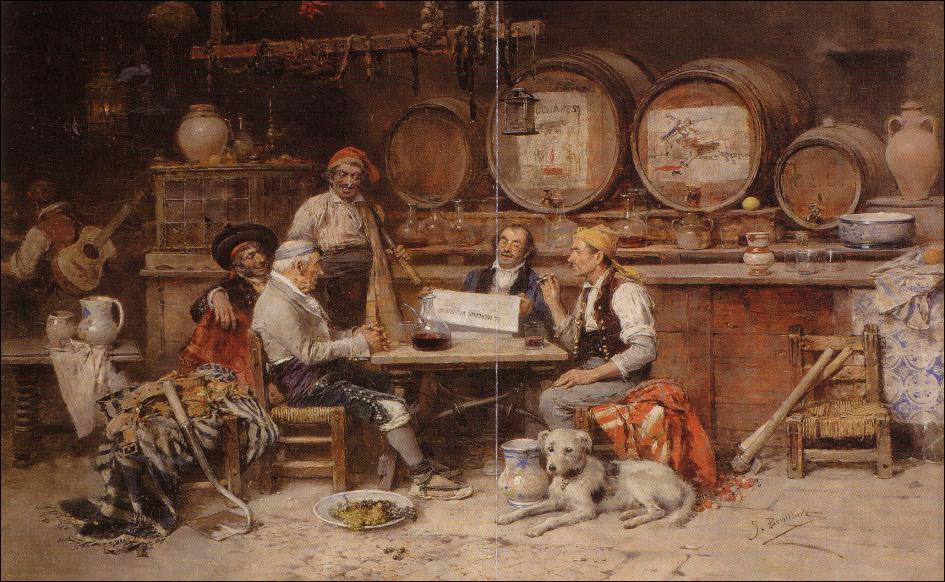
La tertulia (hacia 1890), cuadro de José Benlliure Gil que representa una tertulia rural en una bodega.

La tertulia española, que algunos quieren hacer derivar de las reuniones que organizaba Felipe II para discutir las obras del fogoso y polemizador teólogo cristianorromano Tertuliano, pudo haber tenido sus orígenes en las reuniones que tenían los críticos al acabar una pieza teatral en la zona de los corrales de comedias denominada tertulia. Otra teoría, complementaria más que excluyente, asocia las tertulias españolas a las llamadas academias literarias del Siglo de Oro, entre las que destacaron la Academia Selvaje creada en Madrid en 1612, o la Academia Mantuana, ante la que Lope de Vega, frecuente secretario de estas instituciones, leyó su Arte nuevo de hacer comedias (1609). Además de en la capital de España, pueden mencionarse la Academia de los Nocturnos, en Valencia, o la reunida por el duque de Tarifa, en la Casa de Pilatos de Sevilla.
Ya en el siglo xviii destacaron la Fonda de San Sebastián en Madrid, la granadina Academia del Trípode, o la que mantenía el helenista Pedro Estala en su celda de escolapio.[cita requerida] Frente a las reuniones informales de las sociedades dieciochescas de libertinos para organizar bailes nocturnos, como la de la Bella Unión, proliferaron en España también los salones literarios imitando los «salons» franceses, como el de madame Catalina de Rambouillet, palestra del preciosismo seiscentista, que seguía los modelos cortesanos de la casa de Austria. En el Cádiz sitiado por las tropas francesas durante la Guerra de Independencia, se reunían tertulias liberales que, como cuenta Antonio Alcalá Galiano en sus Memorias «poco más podían hacer, limitándose en muchas ocasiones a jugar solamente al monte».

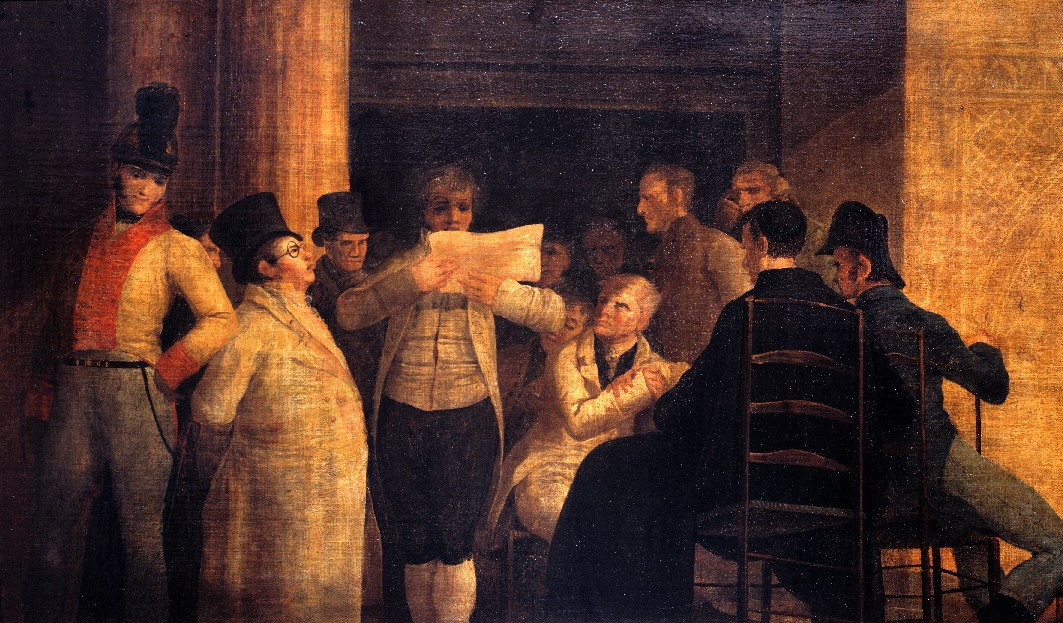
Tertulianos ilustrados en el café de Levante (1839), cuadro de Leonardo Alenza para decorar los salones de ese café de Madrid.

El establecimiento de Sociedades Económicas de Amigos del País a fines del siglo xviii facilitó la creación de este tipo de asociacionismo, así como la difusión de la prensa, que se solía leer habitualmente en los cafés y casinos, de forma que el comentario de las noticias o su contraste en periódicos de orientación diferente formaba en estos lugares improvisadas, animadas y hasta agitadas tertulias que, a su vez, podían generar más formales sociedades económicas o, más frecuentemente, sociedades patrióticas. La creación de estas últimas fue fomentada por parte de los liberales a comienzos del siglo XIX, sobre todo en el Trienio Liberal (1820-1823); las más conocidas en la capital de España en ese periodo romántico fueron la tertulia literaria de El Parnasillo, que se reunía en el café del Príncipe de Madrid, la de escritores posrománticos de La Cuerda en Granada y su extensión en Madrid, que era la mantenida por Gregorio Cruzada Villamil, la del café Suizo, también en la capital, de los hermanos Bécquer o, posteriormente, la de escritores realistas del Bilis club en Madrid, integrada por Leopoldo Alas 'Clarín' y otros escritores asturianos.

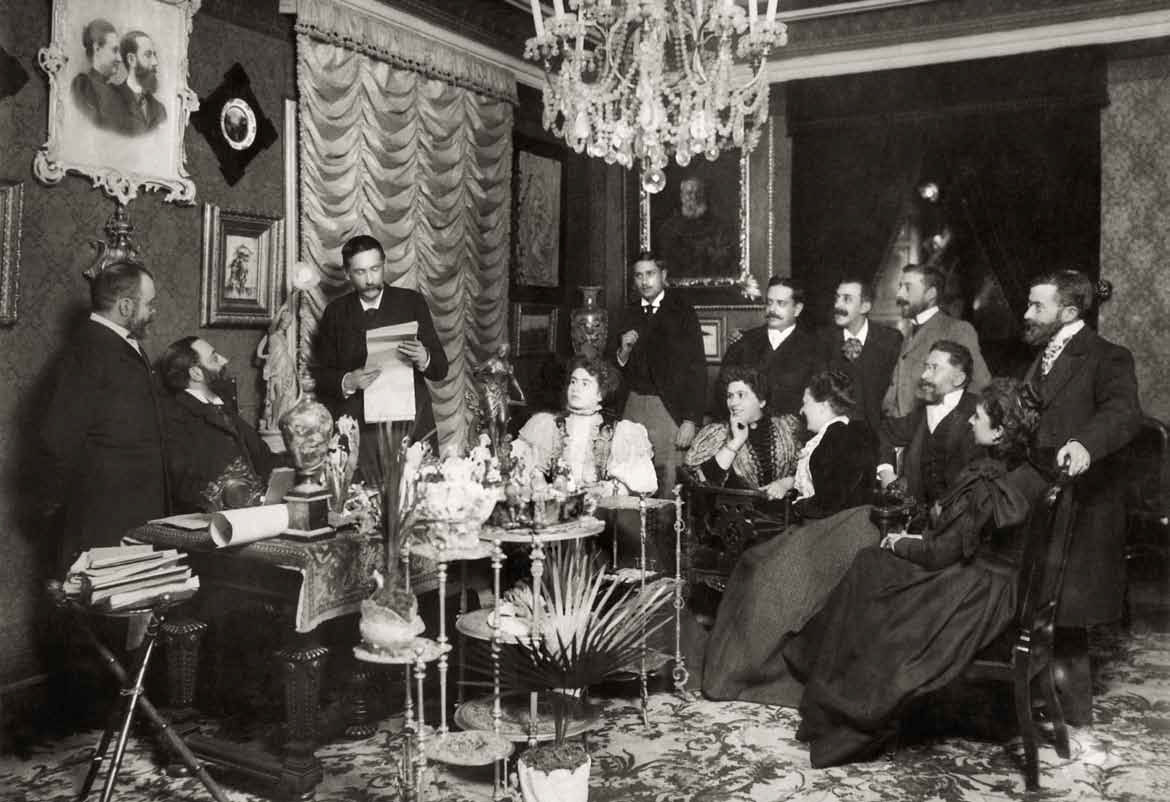
Galdós en una tertulia literaria (foto de Christian Franzen, 1897).

La construcción de nuevos espacios de socialización, como los casinos, ateneos y liceos, sobre todo a partir de la Revolución de 1868, posibilitó asimismo la creación de tertulias fijas en las provincias; en otras ocasiones las tertulias se celebraban en reboticas o lugares parecidos.
Paralelamente, la aristocracia se reunía en sus salones para distinguirse de esas tertulias burguesas. A finales del siglo XIX ya era costumbre que las reuniones de sociedad en Madrid empezaran el 4 de noviembre, día de San Carlos Borromeo (patrón de los banqueros), con la recepción que daban en su hotel los barones del Castillo de Chirel.[cita requerida] A partir de esa fecha, recibían en sus casas o palacios todos los aristócratas destacados al menos un día a la semana; los lunes los señores de Bauer en su palacio de la calle San Bernardo; los lunes por la noche había velada en casa de los Esteban Collantes; los viernes por la tarde en casa de la marquesa de Bolaños; miércoles y viernes, la marquesa de Esquilache reunía a políticos como Eduardo Dato o escritoras como Emilia Pardo Bazán. Las invitaciones solían redactarse en francés.

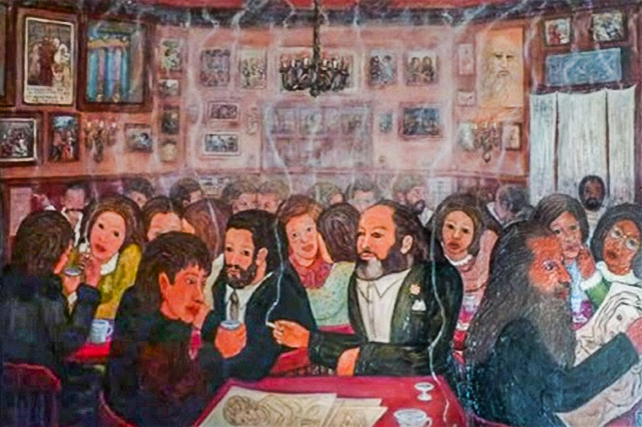
Tertulia en la Cerveceria Madrid (1988), obra de Constante Gil perteneciente a la serie «Tertulias de Café», en la que representa esta cervecería valenciana.

Entre los siglos XIX y XX se mantuvo una tertulia en el palacio y biblioteca sevillanos de Juan Pérez de Guzmán y Boza, a la que asistían (además de su hermano gemelo Manuel), Francisco Collantes de Terán, Manuel Gómez Imaz, José María de Hoyos y Hurtado, Luis Montoto, José Gestoso y Pérez, Francisco Rodríguez Marín, el impresor Enrique Rasco y, cuando pasaba por Sevilla, Marcelino Menéndez Pelayo.
En Salamanca, el Café Novelty albergó desde 1905 tertulias en las que a lo largo de su existencia participarían personajes como de punto de encuentro de la vida cultural de la ciudad, habitual ha sido la presencia de literatos en sus mesas, como Miguel de Unamuno, Ortega y Gasset, Torrente Ballester o Víctor García de la Concha, entre otros muchos. En Granada se reunió la tertulia del Rinconcillo, que se encontraba en la plaza de los Campos, en el Café Alameda, y que, entre otros muchos, visitaron Federico García Lorca y Manuel de Falla. De ese periodo, aunque quizá menos conocida fue la tertulia de San Gregorio que reunía en Segovia en la década de 1920 a personajes como Antonio Machado, Blas Zambrano o Emiliano Barral, y en la que se fraguaría la Universidad Popular Segoviana, además de la revista Manantial.

### Tertulias madrileñas
Cuando en 1862 un jovencísimo Galdós llegó al Madrid que luego él mismo convertiría en escenario de la literatura universal, uno de los fenómenos que más le deslumbrarían y al que dedicaría gran parte de su tiempo ocioso fueron los cafés madrileños y sus tertulias. Un singular cuadro castizo que retrataría así en su novela Fortunata y Jacinta:

De ocho a diez estaba el café completamente lleno, y los alientos, el vapor y el humo hacían un potaje atmosférico que indigestaba los pulmones (...) Poco después empezaba a clarear la concurrencia; algunos se iban, y las peñas de estudiantes se disolvían (...) A las doce vuelve a animarse el local con la gente que regresa del teatro y que tiene costumbre de tomar chocolate o de cenar antes de irse a la cama. Después de la una sólo quedan los enviciados con la conversación, los adheridos al diván o a las sillas por una especie de solidificación calcárea, las verdaderas ostras del café.
Fortunata y Jacinta. Parte tercera (I.III)

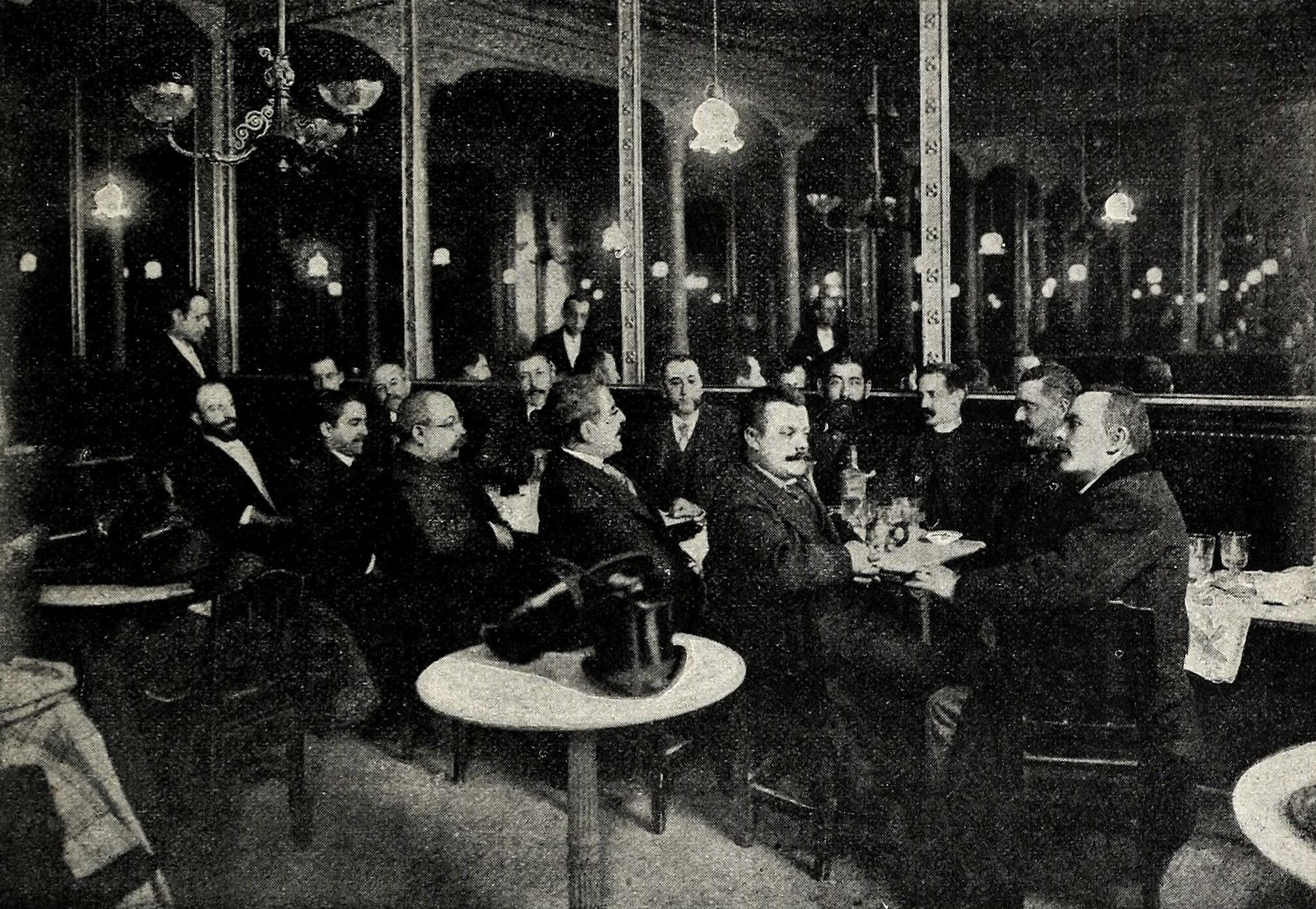
Tertulia del Café de Londres (1895)

Tertulia importante, visitada y recordada también por Galdós en sus Memorias de un desmemoriado (1915-1916) fue la del Ateneo en su antiguo edificio de la calle de la Montera, denominada "La Cacharrería". En aquellos años —entre finales del siglo XIX y la I Guerra Mundial— la lista de cafés madrileños con «ambiente literario» era tan larga como variopinta. En opinión de Ramón del Valle-Inclán, uno de los más notables era el Nuevo Café de Levante, que según el escritor gallego «ha ejercido más influencia en la literatura y en el arte contemporáneo que dos o tres universidades y academias». En el café de Fornos formó su tertulia Vital Aza, rodeado de artistas, escritores, gente de la farándula, toreros, futbolistas. Y en el café del Gato Negro, en la calle del Príncipe, Jacinto Benavente tuvo una tertulia modernista, en un saloncito de techo bajo, escasa iluminación, grandes divanes y, al fondo, un añadido que por las noches se abría y comunicaba el café con el Teatro de la Comedia.

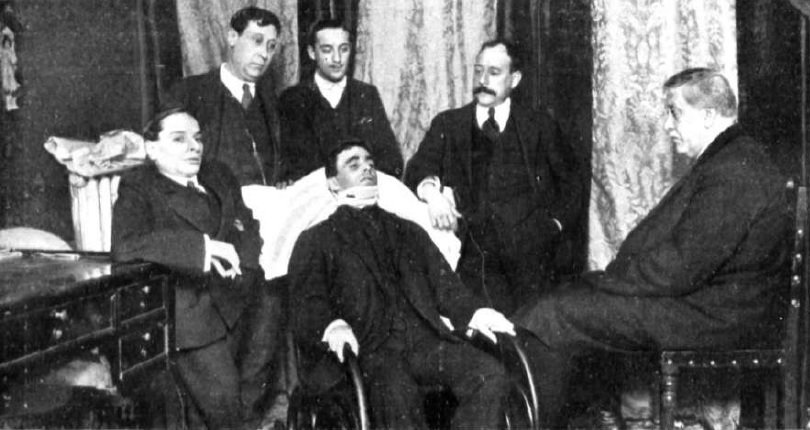
El torero Machaquito y su tertulia (foto publicada en Mundo Gráfico el 15 de noviembre de 1911.

Soberbios personajes de la historia de España conviven en los cafés madrileños de entresiglos, como simples y modestos oyentes, así por ejemplo en el Café del Prado, se sentaron en diferentes épocas personajes tan variopintos como Gustavo Adolfo Bécquer, Ramón y Cajal, Menéndez Pelayo, el círculo de Buñuel y Lorca, o Melchor Fernández Almagro; o en el Europeo, en la Glorieta de Bilbao, los componentes varones de la familia Machado, en especial Manuel y Antonio.

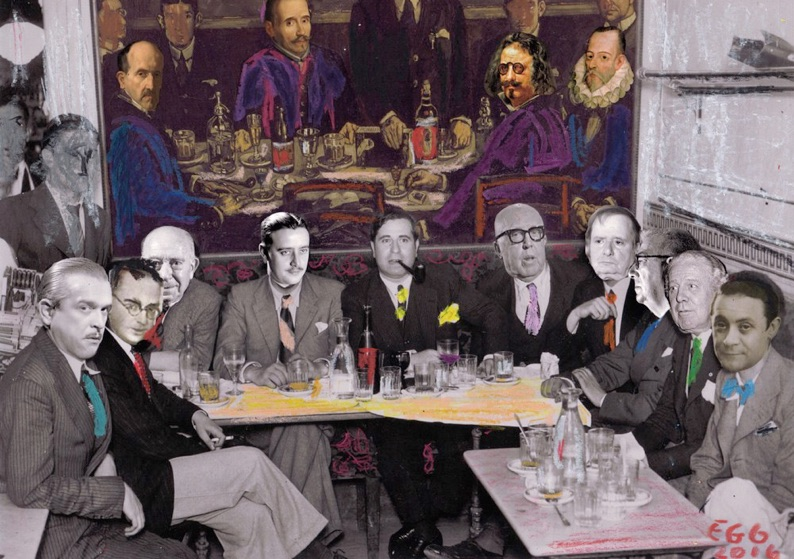
Tertulia nanaísta de Pombo (2016), cuadro de Elena Guerrero.

Dos tertulias fueron rivales en promocionar la vanguardia artística a principios del siglo xx: la ultraísta de Rafael Cansinos Assens en el café Colonial, cerca a la Puerta del Sol, donde se daba cita un público heterogéneo de pintores, artistas y poetas extranjeros llegados a España con la Gran Guerra, y la de Ramón Gómez de la Serna, más histriónica, con figuras como José Bergamín o Pedro Emilio Coll, en los sótanos del antiguo café y botillería de Pombo, en la calle de Carretas, reunida los sábados por la noche, después de la hora de cenar, y que solía alargarse hasta las tres de la madrugada.
En la cervecería Correos comenzaron a reunirse los entonces innominados poetas de la Generación del 27, y otros alumnos o huéspedes de la Residencia de Estudiantes. En el café Jorge Juan lideraba tertulia José Francés, mientras en el café de Roma Gregorio Marañón y sus pupilos del Ateneo de Madrid preparaban proclamas contra la monarquía agonizante. En el Café Lion, junto a Cibeles se reunió en tertulia José Bergamín con personajes tan variopintos como Ignacio Sánchez Mejías y el citado Fernández Almagro. También estuvo en él la llamada «tertulia del banco azul», formada por republicanos. Y ya en la madrugada la que frecuentaron Valle-Inclán y Anselmo Miguel Nieto, entre otros. 
En las revueltas vísperas del 14 de abril de 1931, el omnipresente e incombustible José Ortega y Gasset conservaba intacta su tribuna en el café Granja El Henar, en tanto que Gómez de la Serna clausuró temporalmente su «Sagrada Cripta», y la tertulia del café Regina era visitada a diario por la policía, donde futuros dirigentes de la Segunda República (como Manuel Azaña o Indalecio Prieto) sufren el asedio de los enviados de la vecina Dirección General de Seguridad en la Puerta del Sol: el 14 de abril de 1931, muchos de los tertulianos de los cafés madrileños se convirtieron en «padres de la patria» en el Senado o en el Congreso, como fue el caso de Manuel Azaña o José Calvo Sotelo.
Tras la guerra civil española, la afluencia a los cafés y el número de tertulias disminuyeron drásticamente. Tomás Borrás, en un artículo publicado en enero de 1965 en La Estafeta Literaria, concluía tras su inventario: 

Con estas cifras se sigue el trance de las tertulias madrileñas desde 1939: Cafés desaparecidos, setenta y cinto; cafés que viven, cincuenta y seis; cafeterías que aparecen, quinientas diecisiete.

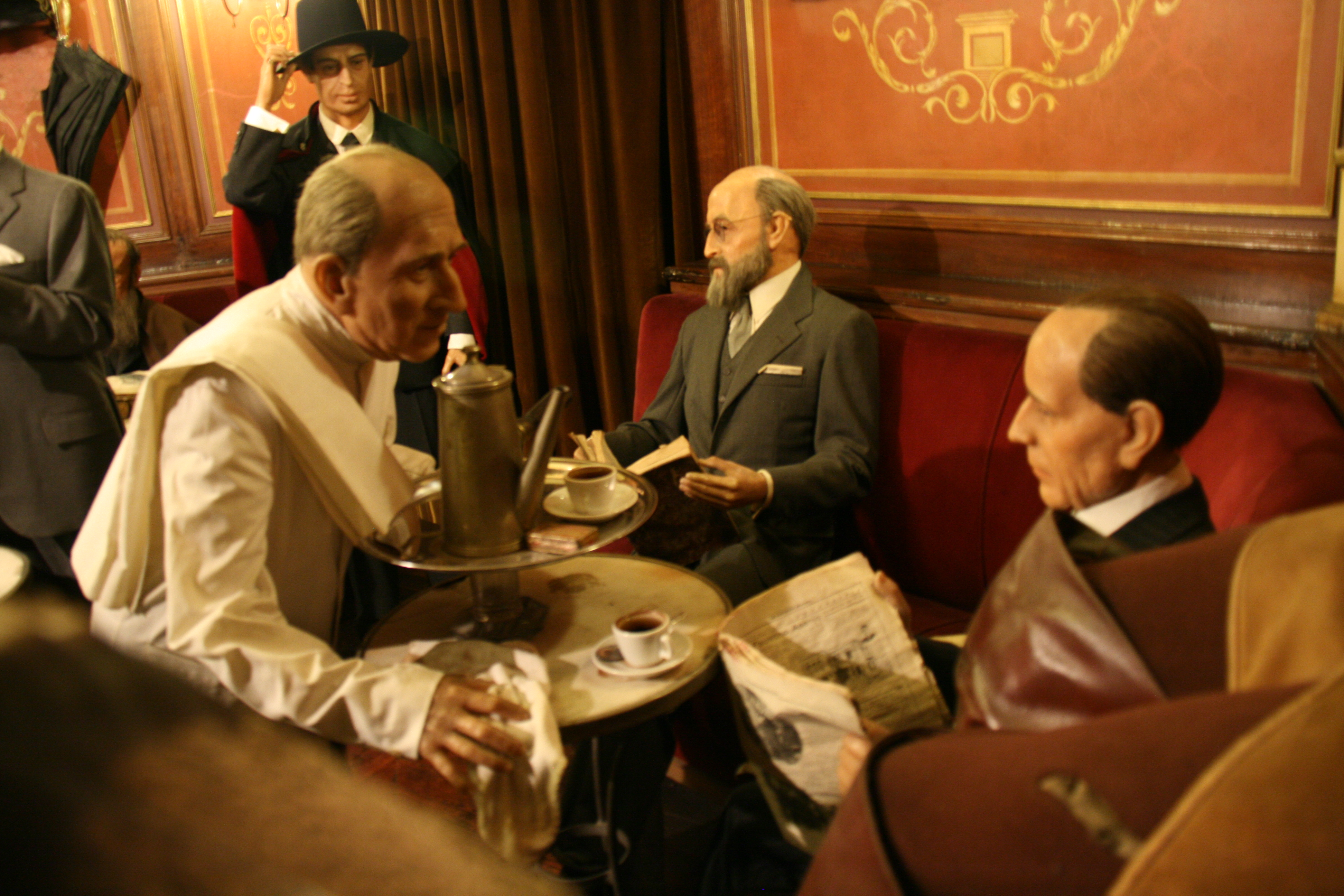
Escena de un café madrileño recreada en el Museo de Cera de Madrid.

A pesar del duro ambiente de posguerra, prosperaron a duras penas tertulias errantes, como la de Antonio Díaz-Cañabate y José María de Cossío (que fue pasando del café Aquarium, al café Kutz y por fin al Lion), como cuenta en su Historia de una tertulia (1952) el escritor que le dio nombre. Entre 1946 y 1953 se inició una tertulia sabatina en el café Lisboa de la Puerta del Sol, que frecuentaban artistas e intelectuales contrarios a la dictadura franquista (Antonio Buero Vallejo, Francisco García Pavón, Juan Eduardo Zúñiga, Vicente Soto Iborra, Emilio Alarcos Llorach, Arturo del Hoyo, su esposa Isabel Gil de Ramales, José Corrales Egea, José Ares Montes). Hacia 1955 se reunió en el café Lyon la tertulia de los narradores de la llamada generación del 50 o del medio siglo, presididos por Antonio Rodríguez Moñino, secundado por Alfonso Sastre, Rafael Sánchez Ferlosio e Ignacio Aldecoa. Muchos hispanistas solían pasar por allí. También era importante una celebrada la tarde de los miércoles una vez cerrada la librería Ínsula; en ella participaban los redactores, colaboradores y amigos de la revista de ese nombre, presididos por Enrique Canito, su dueño y director; no había mesas, ni café, ni siquiera asiento para todos entre tantos estantes llenos de libros.
A partir de la década de 1960, las tertulias madrileñas más populares se concentraron en dos vecinos cafés del paseo de Recoletos, el desaparecido café Teide (capilla sixtina de César González Ruano) y sobre todo el café Gijón, de larga tradición en las tertulias artísticas del siglo xx, y que llegó a generar el premio de novela corta Café Gijón. En 1985 el Café Belén acoge las tertulias de los editores de la revista Signos iniciadas por Leopoldo Alas Mínguez.

### Literatura sobre tertulias españolas

#### Testimonios y estudios
Al ser tan literarias, las tertulias han producido abundante literatura sobre sus actividades, desde el libro de Francisco de Paula Mellado Tertulia de invierno (1831), de tono recreativo, a obras menos costumbristas como Tertulia literaria. Colección de poesías selectas leídas en las reuniones semanales celebradas en casa de Juan José Bueno, publicada en Sevilla en 1861, o Los salones de Madrid, de Eugenio Rodríguez Ruiz de la Escalera. También se publicaron manuales sobre el tema, como Las tertulias de Madrid de Antonio Espina o Tertulias españolas (1938), de José Robles, o clásicos como La sagrada cripta de Pombo, de Ramón Gómez de la Serna, La novela de un literato, de Rafael Cansinos Asséns, o Historia de una tertulia (1952), de Díaz Cañabate. Capítulo aparte merecería Álvaro Cunqueiro y su Tertulia de boticas prodigiosas (1976) o el ensayo de Fernando Díaz-Plaja Arte de hablar (1983).
Otras publicaciones notables han sido Tertulia de Madrid (1949), de Alfonso Reyes, Panorama de Madrid. Tertulias literarias (1952), de Antonio Velasco Zazo, La tertulia del bar Lauro (1963), de José Martínez Arenas, Las tertulias románticas en España (1973), de Antonio Gallego Morell, Tertulias y grupos literarios (1974), de Miguel Pérez Ferrero, La noche que llegué al café Gijón, de Francisco Umbral, el estudio de Juan Ángel García Torres Trasfondo histórico de una "tertulia" madrileña: Valle-Inclán y el Café de Levante (1978), Aquellas tertulias de Madrid (1985), de Mariano Tudela, Los cafés (Cafés históricos; Tertulias románticas; Cafetines y tabernas; Cafés y vanguardias; etc.) (1987), de Antonio Bonet Correa, o las feministas, como Aquelles dames d'altre temps: una crònica de la Barcelona de fi de segle a través dels comentaris aguts i divertits d'una tertúlia d'amigues, de Maria Aurelia Capmany, y Versos con faldas (breve historia de una tertulia literaria fundada por mujeres en el año 1951), de Adelaida Las Santas.

#### Ficción

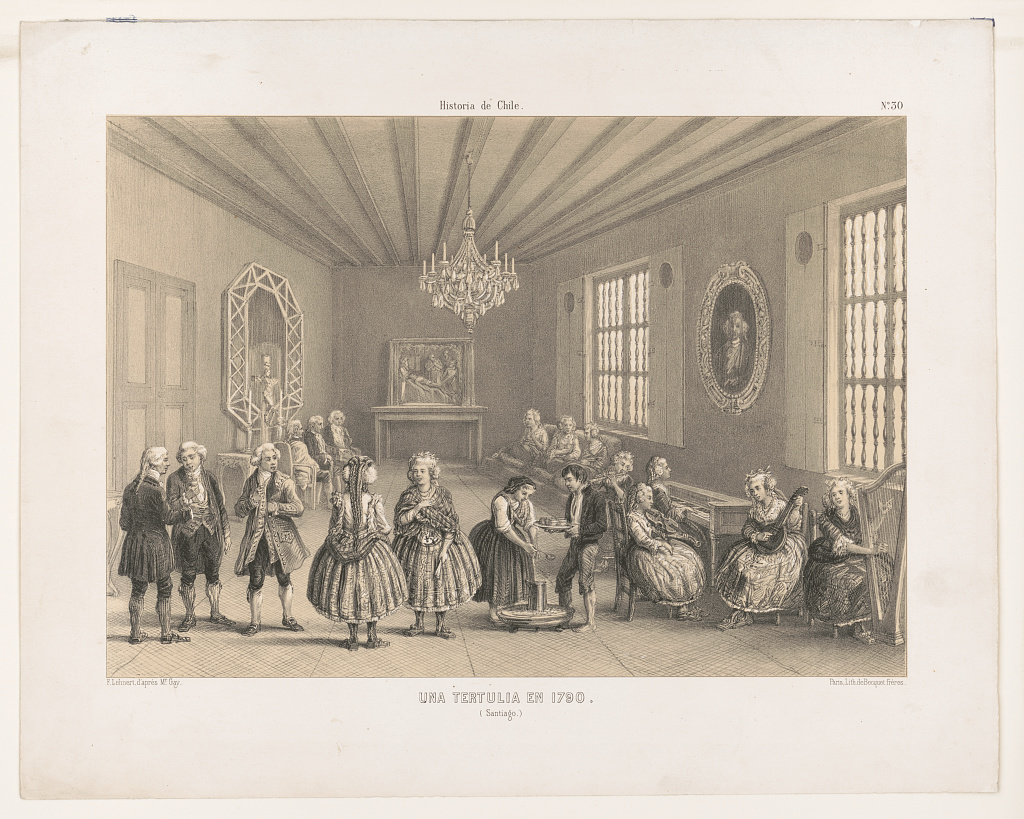
Una Tertulia colonial en Santiago, 1790 (Según Claudio Gay, 1840).

También aparecen obras de ficción dedicadas al mundo de las tertulias. Entre los ejemplos más antiguos podrían citarse libros de escritores del 98, como La tertulia de Paco Lecea, de Pío Baroja, o Una tertulia de antaño, de Valle-Inclán. Entre las novelas posteriores se puede citar Tertulia en el bar Himeto, de Rosa Chacel.

## En América
A finales del siglo xviii, los ricos criollos importaron los modelos europeos del «salón» culto, llegando a hacerse muy habituales y determinando algunos de los usos del vocablo «tertulia», que en varios países hispanoamericanos también denomina una zona del espacio interior del edificio teatral y otras salas de espectáculos.

## NOTAS
1. ↑  Algunas propuestas llegan a incluir en este concepto «dialógico» los no menos modernos «grupos de afinidad», en abierto enfrentamiento con el club social e incluso la logia.
2. ↑  Queda referido que en la década de 1860, el periodista y político Eduardo Asquerino García reunió una tertulia en su casa, de la que al parecer nació la idea de fundar un Teatro Nacional. Otras reuniones caseras a mencionar fueron la de Manuel Cañete y la del editor Wenceslao Ayguals de Izco, que podía incluir conciertos.
3. ↑  Montoliú Camps apunta que entre 1868 y 1902 «en un kilómetro a la redonda de la Puerta del Sol podía encontrarse un total de 65 cafés (...) Los más frecuentados y conocidos eran los situados en la misma Puerta del Sol... Imperial, Universal, Oriental, Colonial, Correos, Levante y Nuevo Comercio y los aledaños de la calle de Alcalá... Fornos, Madrid, Recreo, Praga, Helvético, Cervantes y Brillante'».
4. ↑  La lista puede ser interminable...  La tertulia de Nava (1977) de Enrique Romeu Palazuelos; El doctor Díaz Caneja y su tertulia (1990) de Pablo Beltrán de Heredia; Tertulia de la nave errante (1993) de Antonio Bermejo; La tertulia (1994) de Francisco Molíns; Tertulia Oliver (1995) de Martín López-Vega; el libro de Ignacio Sanz y Francisco Otero Las palabras vuelan. 25 años de la tertulia de los martes (2007)